# Lamborghini Sian
Lamborghini Sian FKP 37 — суперкар, выпускавшийся итальянской компанией Lamborghini с 2020 по 2022 год. Вытеснен с конвейера моделью Lamborghini Countach LPI 800-4.

## Описание
Lamborghini Sian дебютировал 3 сентября 2019 года на Франкфуртском автосалоне. Название Sian в переводе с болонского означает вспышку молнии. По сути, Sian является первым подзаряжаемым гибридом компании Lamborghini. Индекс FKP 37 был присвоен автомобилю в честь года рождения Фердинанда Пиеха (1937).
Всего было выпущено 63 экземпляра. Цены варьировались от 3,6 млн долларов.
Летом 2020 года также был представлен родстер.

## Технические характеристики
Lamborghini Sian приводится в движение 6,5-литровым двигателем V12 мощностью 785 л. с. и крутящим моментом 720 Н⋅м и 48-вольтовым электродвигателем мощностью 34 л. с. и крутящим моментом 38 Н⋅м. Суммарная мощность — 819 л. с. Разгон до 100 км/ч происходит за 2,8 с, а максимальная скорость ограничена до 350 км/ч.

## Галерея

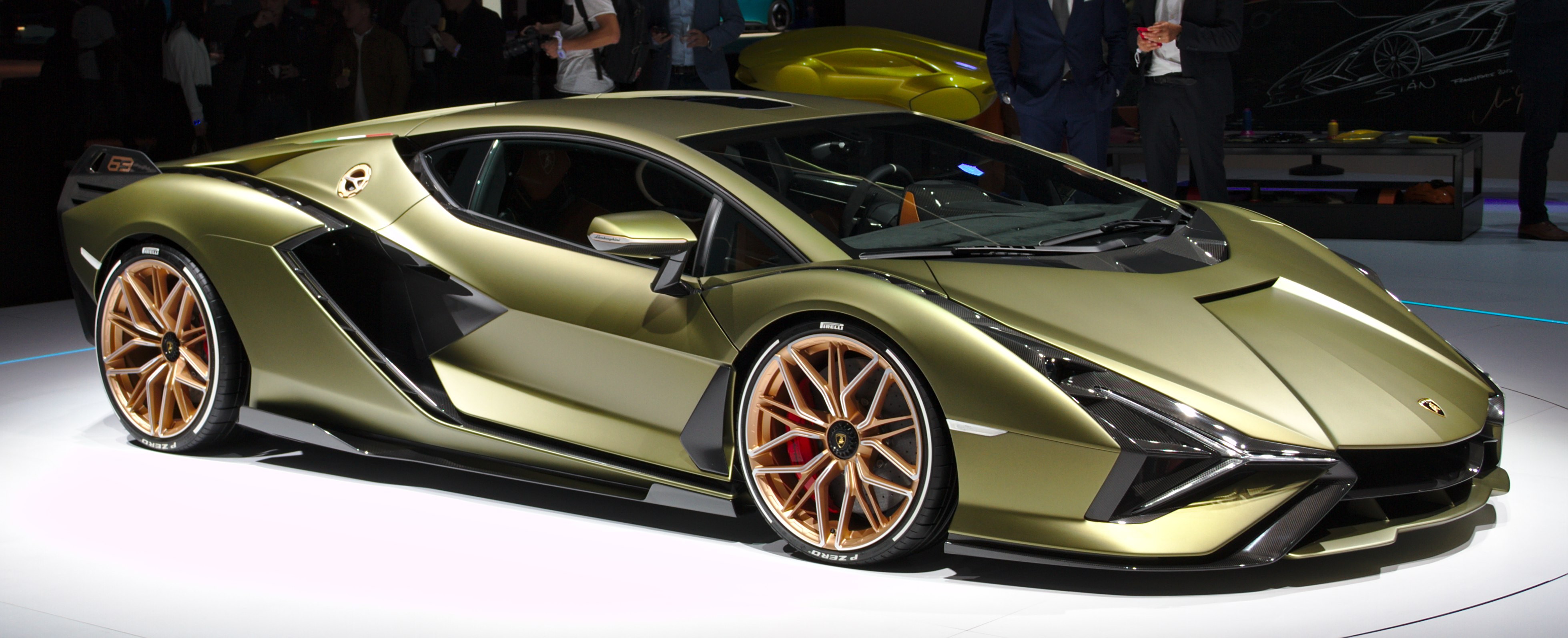
Вид спереди
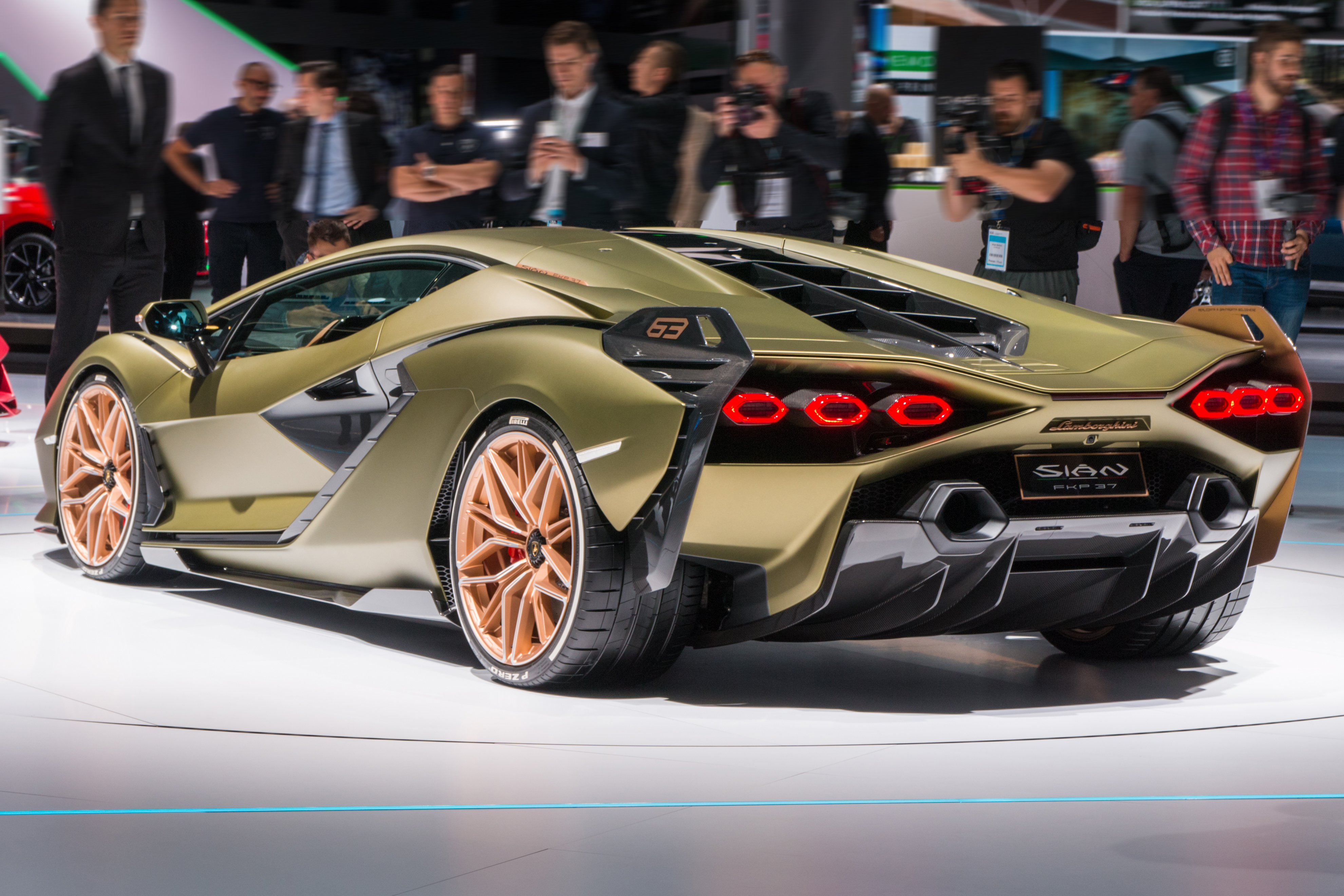
Вид сзади
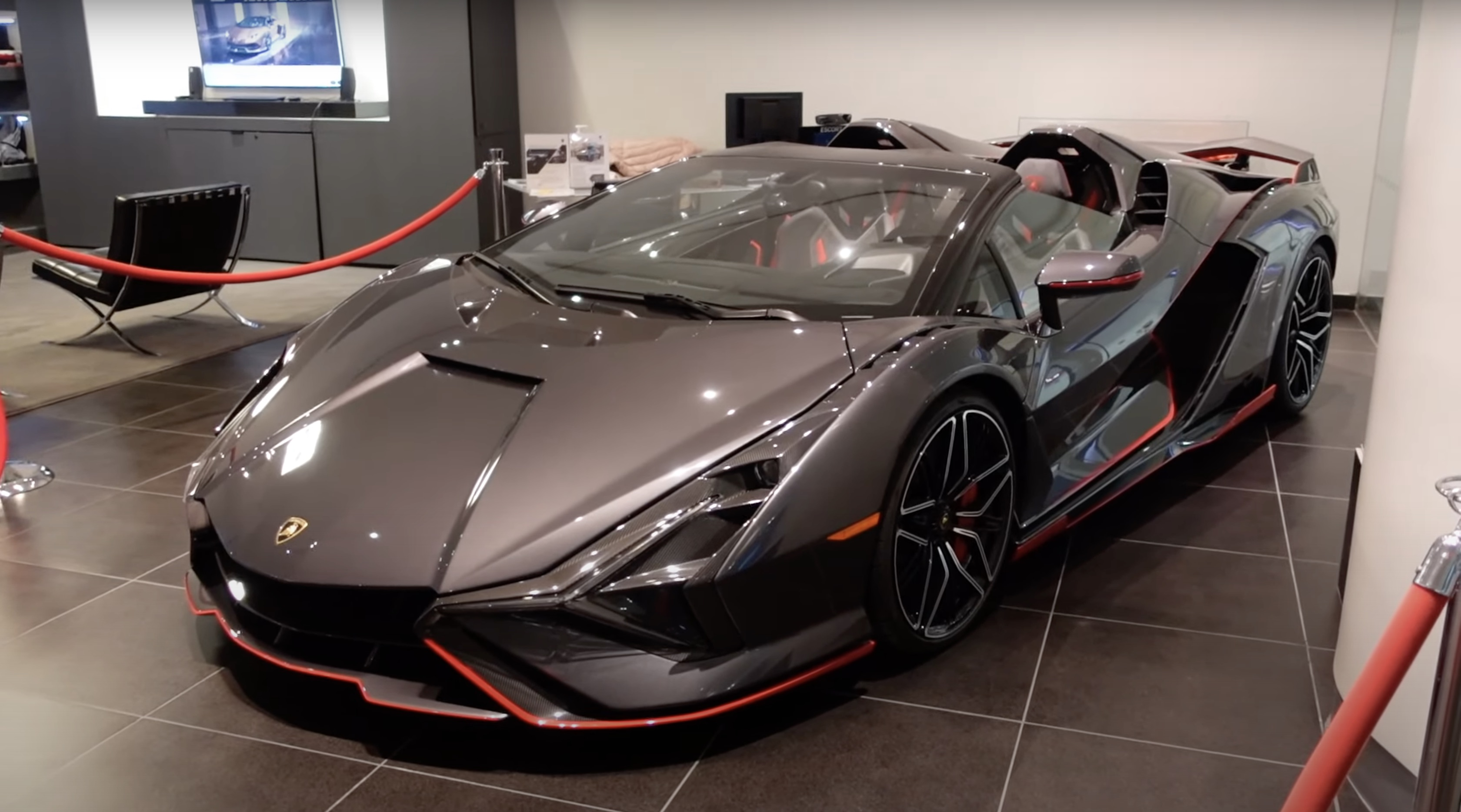
Родстер